# Ema Starc
Ema Starc, slovenska igralka, 6. april 1901, Sežana, † 3. april 1967.